# Bromus pumpellianus
Bromus pumpellianus är en gräsart som beskrevs av Frank Lamson Scribner. Bromus pumpellianus ingår i släktet lostor, och familjen gräs. Inga underarter finns listade i Catalogue of Life.